# Kevin Harmse
Kevin Harmse (Johannesburgo, Sudáfrica, 4 de julio de 1984) es un futbolista sudafricano nacionalizado canadiense. Juega de volante y su primer equipo fue Tromsø IL.

## Selección nacional
Ha sido internacional con la Selección de fútbol de Canadá, ha jugado 2 partidos internacionales.

## Clubes
| Club                | País           | Año       |
| ------------------- | -------------- | --------- |
| Tromsø IL           | Noruega        | 2002-2003 |
| Vancouver Whitecaps | Canadá         | 2004-2005 |
| FC Nitra            | Eslovaquia     | 2006      |
| Los Ángeles Galaxy  | Estados Unidos | 2007-     |

- Datos: Q253262
- Multimedia: Kevin Harmse / Q253262